# جائزة دينين الكبرى 2018
جائزة دينين الكبرى 2018 (بالفرنسية: Grand Prix de Denain 2018)‏ هو سباق دراجات هوائية، وهو الموسم رقم 60 من السباق، وأقيم في 18 مارس 2018، وامتدّ لمسافة 197.9 كيلومتر، وهو أحد سباقات طواف أوروبا للدراجات 2018، وقد شارك في السباق 140 متسابقاً ووصل إلى نهايته 87 متسابقاً.
فاز فيه بالمركز الأول كيني ديهاس، وبالمركز الثاني هوغو هوفستيتر، وبالمركز الثالث جوليان دوفال.

## الفرق
| فرق عالمية (3)- AG2R La Mondiale - BMC Racing Team - Groupama-FDJ فرق قارية محترفة (15)- أكوا بلو سبورت 2018 ‏ - CCC Development Team ‏ - Cofidis, Solutions Crédits - ديلكو ‏ - Direct Énergie - Fortuneo-Samsic - غازبروم روسفيلو ‏ - Israel Cycling Academy - رومبوت تشارلز ‏ - سبورت فلاندرين بالويس 2018 ‏ - UnitedHealthcare Pro Cycling (men's team) ‏ - فيتال كونسبت 2018 ‏ - Vérandas Willems-Crelan ‏ - Wanty-Groupe Gobert - بنجوال باوليز ساوكس دبليو بي ‏ فرق قارية (4)- Van Rysel–Roubaix ‏ - إتش بي بي تي بي – أوبير 93 ‏ - Sovac (cycling team) ‏ - سوبرانو هام ايزوريكس 2018 ‏ |  |
| |  |

## التصنيف العام النهائي
| التصنيف العام | التصنيف العام      | التصنيف العام | التصنيف العام                | التصنيف العام     |        |
| الدراج        | الدراج             | البلد         | الفريق                       | الوقت             | السرعة |
| ------------- | ------------------ | ------------- | ---------------------------- | ----------------- | ------ |
| 1.            | كيني ديهاس         | بلجيكا        | WB-Aqua Protect-Veranclassic | 4 س 33 دقيقة 37 ث |        |
| 2.            | هوغو هوفستيتر      | فرنسا         | كوفيديس                      | + 2 ث             |        |
| 3.            | جوليان دوفال       | فرنسا         | أيه إل أم                    | + 2 ث             |        |
| 4.            | أندريا باسكولون    | إيطاليا       | Wanty-Groupe Gobert          | + 2 ث             |        |
| 5.            | Bram Welten ‏       | هولندا        | Fortuneo-Samsic              | + 2 ث             |        |
| 6.            | Coen Vermeltfoort ‏ | هولندا        | Roompot-Nederlandse Loterij  | + 2 ث             |        |
| 7.            | Shane Archbold ‏    | نيوزيلندا     | Aqua Blue Sport              | + 2 ث             |        |
| 8.            | مارك ساريو         | فرنسا         | Groupama-FDJ                 | + 2 ث             |        |
| 9.            | Jimmy Turgis ‏      | فرنسا         | كوفيديس                      | + 2 ث             |        |
| 10.           | أدريان بيتي        | فرنسا         | Direct Énergie               | + 2 ث             |        |

## وصلات خارجية
- الموقع الرسمي
- جائزة دينين الكبرى 2018 على موقع إحصائيات الدراجات الإحترافية (الإنجليزية)